# 神羅万象チョコ 七天の覇者
神羅万象チョコ 七天の覇者（しんらばんしょうチョコ しちてんのはしゃ）はバンダイ発売のおまけ付き駄菓子・ウエハースチョコレート。神羅万象チョコシリーズの第七章で、前章であるゼクスファクターの直接の続編に当たる。

## 解説
神羅万象チョコシリーズの実質的な第七章に該当する。通算25作目。2011年4月18日に第1弾が全32種類+8（レアカード、チャンスカード）+4（覚醒カード）でバンダイより発売された。この種類の多さは、神羅万象チョコ史上最多となる。7月18日に第2弾が発売予定。パッケージは各弾ともそれぞれ2種類ずつ。
今章より新しい要素として、覚醒システムが導入された。カード裏面にポイントとシリアルが記載されたチャンスカードが出たら、公式ページにて指定の中から好きなキャラクターにシリアルを入力してポイントを投入し、必要な値に達するとキャラクターが「覚醒」する。 そして覚醒したキャラクターの覚醒カードが自宅に郵送されるという同社の『テオスマキア』の錬金システムに似通ったシステムである。システム利用にはユーザー登録（無料）及び配送時の発送先住所入力が必要となる。また3弾からブラウザゲーム神羅万象フロンティアとの連動が開始され、以降の弾でカードを覚醒すると そのキャラがゲーム上でもカードとして入手できるようになった。
第2弾からサークルKサンクスで商品を4個購入することで限定プロモーションカードが手に入る初のキャンペーンが実施された。
『コロコロG2011夏号』にて第2弾を舞台としたマンガが掲載された。

### チャンスカード
チャンスカードは、表面絵柄は通常と同じだが、裏面はテキストの代わりに、チャンスポイントやシリアルナンバーが記載されている。ナンバリングは通常カードと同じ。キャラクターによってチャンスポイントが異なり、カード名称横の数字はそのキャラクターの持つチャンスポイントである。
- 第1弾
  - 七天012 轟雷騎竜ボルト(4)
  - 七天013 瞬刃剣舞ユーナ(3)
  - 七天014 紅蓮弓聖ロック(3)
  - 七天015 翠緑深王ミツキ(3)
  - 七天020 砂漠王リーボック(1)
  - 七天024 零凍機アレイザー(2)
  - 七天026 超獣王女ギギ(3)

### 覚醒カード
覚醒カードは、公式ページの好きなキャラクターにシリアルを入力することで規定のポイントが溜まり、そのキャラクターが覚醒したもの。キャラクターによって覚醒に必要なポイントが異なり、カード名称横の数字はそのキャラクターの必要とするポイントである。
- 第1弾
  - 七天EX01 白面火炎童子サイ(6)
  - 七天EX02 煌天騎神ルーグ(5)
  - 七天EX03 黒刀斬姫ムジナ(8)
  - 七天EX04 白面氷炎童子サイ(15)

## 世界観
前章『ゼクスファクター』で因使のパートナーとして活躍した魂獣（スピリッツ）と呼ばれる精霊たちが支配する魂獣界（スピリッツかい）が舞台となる。
次期魂獣大帝を決める「七天大武会」を主軸に置いたバトルメインのストーリーであり、それぞれの異なる目的のために七天大武会に参加したサイ、ルーグ、ムジナの三つの勢力を中心にストーリーが展開されていく。

### 種族
魂獣たちは7種の属性（「青龍」、「白虎」、「朱雀」、「玄武」、「麒麟」、「白面九尾」、「隠神刑部」）に大別されることから、魂獣界全土を指して「七つの天下」、「七天（しちてん）」と呼ばれることもある。
「青龍」
基本四属性の一つ。属性因子は<木>、<雷>、<風>、<毒>。
植物や天候を操る力を持ち、毒や麻痺などの神経系攻撃や回復術を得意とする。イメージカラーは青。
「白虎」
基本四属性の一つ。属性因子は<金>、<鋼>、<石>。
金属や岩石を操る力を持ち、肉体変化や物質操作を得意とする。イメージカラーは白。
「朱雀」
基本四属性の一つ。属性因子は<火>。
火炎や熱気を操る力を持ち、高熱による放射系攻撃を得意とする。イメージカラーは赤。
「玄武」
基本四属性の一つ。属性因子は<水>、<氷>。
液体や冷気を操る力を持ち、防御術や回復術を得意とする。イメージカラーは緑。
「麒麟」
稀少種の上位属性。属性因子は<土>、<光>。
星の力を司り、光や重力等を操る力を持ち、属性の範疇を超えた不可解な能力を持つ者も多い。イメージカラーは黄。
「白面九尾」
超希少種。属性因子は<無>。
無に連なる混沌の力を操り、上級者になると他者の力や起こった事象を無効化できる。イメージカラーは紫。
「隠神刑部」
全盛期は一大属性だったが、今では希少種。属性因子は<闇>。
全てを飲みこむ闇の力を操り、他者の力を我が物として使用できる。イメージカラーは茶。

## ラインナップ

### 第1弾
- 七天PR 魂獣大帝ゼノン(H)
- 七天001 白面のサイ(H)
- 七天002 白面御前イヅナ(H)
- 七天003 三眼剣匠タタラ(S)
- 七天004 大審判王ザイン(H)
- 七天005 ギロちん
- 七天006 煌天騎士ルーグ(H)
- 七天007 銀嶺騎士デヒテラ(S)
- 七天008 黒刀のムジナ(H)
- 七天009 狸将軍タケチヨ
- 七天010 白面童子サイ(H)(R)
- 七天011 白澤のメルト(S)
- 七天012 轟雷騎竜ボルト(S)(C)
- 七天013 瞬刃剣舞ユーナ(S)(C)
- 七天014 紅蓮弓聖ロック(S)(C)
- 七天015 翠緑深王ミツキ(S)(C)
- 七天016 灰熊竜グリズラー
- 七天017 電装機クラーゲン
- 七天018 疾風武人ナルニード
- 七天019 迅雷忍者コウライ
- 七天020 砂漠王リーボック(S)(C)
- 七天021 刃夢星ハムラット
- 七天022 熱風鳥人ヒューガ
- 七天023 占星鬼女イベリィ
- 七天024 零凍機アレイザー(S)(C)
- 七天025 蠍元帥スコピノス
- 七天026 超獣王女ギギ(S)(C)
- 七天027 黄玉輝星アガート(H)
- 七天028 わんぱくグリリン
- 七天029 熱狂暴徒ガバル
- 七天030 ひやかしノイジー
- 七天031 売り子のウリコン
- 七天EX01 白面火炎童子サイ
- 七天EX02 煌天騎神ルーグ
- 七天EX03 黒刀斬姫ムジナ
- 七天EX04 白面氷炎童子サイ

### 第2弾
- 七天032 震龍鬼ライヤ（S)
- 七天033 虎寅姫ネネコ（S）
- 七天034 響天声ヒビキ
- 七天035 浄天眼ハリマ
- 七天036 白面輝煌童子サイ（H)
- 七天037 金剛豹牙ダレス（H)
- 七天038 薫風蒼樹カヌキ（H)
- 七天039 吸血鬼王キリク(S)(C)
- 七天040 黒刀斬姫ムジナ（Ｈ)
- 七天041 銀麗神姫デヒテラ（Ｈ)
- 七天042 武侠剣士タオロン(S)(C)
- 七天043 無頼拳士ワンフー(S)(C)
- 七天044 昇天王バージェラ(S)(C)
- 七天045 宇良師マタロウ
- 七天046 炎爪鳥神フレイムクロウ(S)(C)
- 七天047 古生代王トリロバイトス(S)(C)
- 七天048 煌天騎神ルーグ（H)
- 七天049 白澤導士メルト（S)
- 七天050 狸大将軍タケチヨ
- 七天051 骸煉王バエル（H)
- 七天052 幻影警備員オンゴ
- 七天053 鉄壁警備員ナサロ
- 七天054 敏速警備員ルチノ
- 七天055 巨漢警備員トモン
- 七天056 ボンボン・ネガロン
- 七天057 ニコニコ・ポジカ
- 七天058 弾丸爺ビルドル
- 七天059 突撃魚兵ダンクレオス
- 七天060 老紳士ヒルマン
- 七天061 貴婦人フラウン
- 七天062 畏駕忍軍頭領マダラ（H)
- 七天063 次元跳忍マガツ（S)
- 七天EX05 松姫無慈那
- 七天EX06 白面鬼吼童子サイ
- 七天EX07 白面金剛童子サイ
- 七天EX08 暗黒大将軍タケチヨ

### 第3弾
- 七天064 聖異大将軍イエヤス(H)
- 七天065 武神将軍大蛇タダカツ(H)
- 七天066 幻朧鬼忍摩陀羅ハンゾウ(H)
- 七天067 道摩法師ドウマン(S)
- 七天068 赤鬼武将大蝦ナオマサ(S)(C)
- 七天069 黒鬼武将荒鷲ヤスマサ(S)(C)
- 七天070 青鬼武将獨角チュウジ(S)(C)
- 七天071 陰神刑部足軽隊
- 七天072 怪奇仙忍タンバ(S)(C)
- 七天073 焦熱炎忍ナガト(S)(C)
- 七天074 盗賊忍者ゴエモン
- 七天075 畏駕忍軍穴熊衆
- 七天076 扇法師カタラ
- 七天077 鏡法師マズニ
- 七天078 紙法師マデア
- 七天079 陰陽師団式狸
- 七天080 海冥獣姫スキュレイ(S)(C)
- 七天081 陸震妖姫アラクネ（S)
- 七天082 空雷翔姫モルガン（S)
- 七天083 天照水滸ムジナ（H)
- 七天084 市姫モエギ
- 七天085 稲姫アサギ
- 七天086 暗黒邪竜ボルト（S)
- 七天087 黄玉輝神アガート（H)
- 七天088 魂獣大帝ゼノン（H)
- 七天089 天空審判ザイン（H)
- 七天090 白面五行童子サイ（H)(R)
- 七天091 煌天王神ルーグ（H)
- 七天092 ぽっちゃりリザファット
- 七天093 チャラ男ジゴロフ
- 七天094 フクモリ
- 七天095 フォート・マリネル
- 七天EX09 白面金剛九尾イヅナ
- 七天EX10 白面阿修羅童子サイ
- 七天EX11 神滅呪霊王鬼哭ドウマン
- 七天EX12 白面六道童子サイ

### 第4弾
- 七天096 統照神姫モエギ(S)
- 七天097 蛟龍戦姫アサギ(S)
- 七天098 次元超忍マガツ(S)
- 七天099 閃影瞬神ムジナ(H)
- 七天100 統晶大権現イエヤス(H)
- 七天101 絶刀太子ノブヤス(S)(C)
- 七天102 剛力太子ヒデヤス(S)(C)
- 七天103 魔晶太子ヒデタダ(S)(C)
- 七天104 地獄奉行ジュウジ(S)(C）
- 七天105 極楽奉行セイチョウ(S)(C)
- 七天106 現世奉行コウケイ(S)(C)
- 七天107 悪華咲家老カズマサ
- 七天108 七剣八想九尾サイ（H)
- 七天109 煌天騎光王神ルーグ（H)
- 七天110 伏姫マーヤ
- 七天111 白零聖天メルト（S)
- 七天112 風竜機ハマヤ
- 七天113 暴斧獣ジャグジー
- 七天114 炎刀機フリント
- 七天115 潜巧鬼ドラム
- 七天116 マメシラベ
- 七天117 クマース・リー
- 七天118 シーズリオン
- 七天119 エリエルック
- 七天120 ハッスル騎士リアーレ
- 七天121 ハッスル少年ティオン
- 七天122 ピーチクバーディー
- 七天123 ヤン婆タートリー
- 七天124 天空司法神ザイン（H)
- 七天125 白面金剛九尾サイ（H)
- 七天126 黄金騎士ルーグ（H)
- 七天EP  魂獣大帝サイ（H)(R)
- 七天EX13 白面八岐大蛇サイ
- 七天EX14 統星大権現神聖イエヤス
- 七天EX15 白面叢雲九頭龍サイ
- 七天EX16 黒耀聖天ムジナ

## 登場キャラクター

### 白面のサイ：仲間・ライバル
白面のサイ（はくめんのサイ）
第1弾 七天001 ホログラムカード
POWER:12/Potential:SS
名前：サイ<男>/属性：白面九尾<無>/神具：七魂剣スサノオ/母親：白面御前イヅナ
能力：能力無効化（アビリティキャンセラー）/特技：火群流戦闘術、不動神剣
本章における主人公。「人間」と「魂獣」（白面御前イヅナ）の間に生まれた妖狐の少年。「魂獣」でありながら、「因使（ファクター）」としての才覚を持つ。「因使」の能力により、仲間となった（=契約を交わした）「魂獣」を自身の「神具」に宿すことで、その能力を擬似的に使用することができる特異な存在。
三眼剣匠タタラより、「専用神具七魂剣スサノオ」を授かる。「七魂剣スサノオ」は、「因使」としての能力を持つサイの十二分に発揮する特殊仕様で、「契約締結（コントラクト）」を交わした「魂獣」の「魂石」を装備することで最大7段階のパワーアップを遂げることができる。刀身に七つの穴が開いており、そこに最大7つの「魂石」を装備することで「七魂剣」は完成する。
性格は天真爛漫で、強い正義感を持った情熱家でもあるが、純粋な「魂獣」でないことにコンプレックスを持ち、そのためか上昇意識が非常に強い。三つの目標を果たすために「七天大武会」に参加する。三つの目標とは、七人の仲間を集めて「七魂剣スサノオ」を完成させること、九本の尻尾を解放して「白面金剛九尾」に登り詰めること、「魂獣大帝」になることである。
白面童子サイ（はくめんどうじサイ）
第1弾 七天010 ホログラムカード/レアカード
POWER:15/Potential:SS
目標：魂獣大帝ゼノン
戦闘形態に「魂鎧装（ソウルアップ）」した姿。これにより、二尾解放を可能とした。
第1弾におけるレアカードで、Wホロ箔仕様。
白面火炎童子サイ（はくめんかえんどうじサイ）
第1弾 七天EX01 ホログラムカード/覚醒カード
POWER:16/Potential:SS
神具：七魂剣スサノオ壱玉形態/対決：翠緑深王ミツキ
紅蓮弓聖ロックとの「契約締結」により、朱雀の魔力を獲得した姿。これにより、三尾解放を可能とした。
第1弾における覚醒カードの1枚。
白面氷炎童子サイ（はくめんひょうえんどうじサイ）
第1弾 七天EX04 ホログラムカード/覚醒カード
POWER:17/Potential:SS
神具：七魂剣スサノオ弐玉形態/対決：黄玉輝星アガート/能力：能力無効化、尻尾変幻能力
翠緑深王ミツキとの「契約締結」により、玄武の魔力を獲得した姿。尻尾を翼に変化させる「飛翼変化」により、飛行戦闘を可能とした。
第1弾における覚醒カードの1枚。
白面輝煌童子サイ（はくめんきこうどうじサイ）
第2弾 七天036 ホログラムカード
POWER:17/Potential:SS
神具：七魂剣スサノオ参玉形態/対戦：金剛豹牙ダレス
黄玉輝星アガートとの「契約締結」により、麒麟の魔力を獲得した姿。急速な成長により、四尾解放を可能とした。
「次期魂獣大帝決定トーナメント」における出場者16人の1人。
白面鬼吼童子サイ（はくめんきこうどうじサイ）
第2弾 七天EX06 ホログラムカード/覚醒カード
POWER:19/Potential:SS
神具：七魂剣スサノオ参玉形態/対戦：金剛豹牙ダレス
ダレスとの戦闘中にも常に成長を続け、五尾解放した姿。
第2弾における覚醒カードの1枚。
白面金剛童子サイ（はくめんこんごうどうじサイ）
第2弾 七天EX07 ホログラムカード/覚醒カード
POWER:20/Potential:SS
神具：七魂剣スサノオ四玉形態/契約：金剛豹牙ダレス
金剛豹牙ダレスとの「契約締結」により、白虎の魔力を獲得した姿。鋼の肉体は鎧を不要とした。
第2弾における覚醒カードの1枚。
白面五行童子サイ（はくめんごぎょうどうじサイ）
第3弾 七天090 ホログラムカード/レアカード
POWER:25/Potential:SS
神具：七魂剣スサノオ五玉形態/契約：薫風蒼樹カヌキ
薫風蒼樹カヌキとの「契約締結」により、五行全属性の魔力を獲得。六尾解放を可能とした。
白面阿修羅童子サイ（はくめんあしゅらどうじサイ）
第3弾 七天EX10 ホログラムカード/覚醒カード
POWER:26/Potential:SS
神具：七魂剣スサノオ/対決：道魔法師ドウマン
七尾開放し四尾を腕に変化させ、六神具同時装備を可能とした。六本の腕は阿修羅神拳奥義をも可能とした。
第3弾における覚醒カードの1枚。
白面六道童子サイ（はくめんりくどうどうじサイ）
第3弾 七天EX12 ホログラムカード/覚醒カード
POWER:28/Potential:SS
神具：七魂剣スサノオ六玉形態/契約：白澤導士メルト
白澤導士メルトとの「契約締結」により、白面九尾の魔力が膨張開始。八尾開放に伴い、その力は神力を帯びた。
第3弾における覚醒カードの1枚。
七剣八想九尾サイ（しちけんはっそうきゅうびサイ）
第4弾 七天108 ホログラムカード
POWER:40/Potential:SS
神具：七魂剣スサノオ七玉形態/契約：閃影瞬神ムジナ
閃影瞬神ムジナとの「契約締結」により、七魂剣完全進化完了。八つの心が一つになり九尾の魔力が解放された。
白面八岐大蛇サイ（はくめんやまたのおろちサイ）
第4弾 七天EX13 ホログラムカード/覚醒カード
POWER:50/Potential:SS
神具：七魂剣スサノオ七玉形態/対決：統晶大権現イエヤス
白面金剛九尾・奥義発動形態。八本の尻尾が大蛇へと変化し、あらゆる闇を打ち滅ぼす。
白面叢雲九頭龍サイ（はくめんむらくもくずりゅうサイ）
第4弾 七天EX15 ホログラムカード/覚醒カード
POWER:∞/Potential:SSS
神具：七魂剣スサノオ七玉形態/対決：統晶大権現神聖イエヤス
白面金剛九尾・最終究極奥義発動形態。九尾全てが神龍へと進化し、神魔必滅の光を照らす。
白面金剛九尾サイ（はくめんこんごうきゅうびサイ）
第4弾 七天125 ホログラムカード
POWER:30/Potential:SS
神具：七魂剣スサノオ七玉形態/対決：黄金騎士ルーグ
七天大武会決勝へと進出したサイ。神具を捨て、己の肉体のみで好敵手ルーグに挑戦する。
魂獣大帝サイ（スピリッツカイザーサイ）
第4弾 七天EP ホログラムカード/レアカード
七天大武会を制し、遂に魂獣大帝の座を手にしたサイ。大志を抱いた少年は思い描いた夢を現実の物とするのであった。

白面御前イヅナ（はくめんごぜんイヅナ）
第1弾 七天002 ホログラムカード
名前：イヅナ<女>
属性：白面九尾<無>
道具：魔縁絶刀・華陽巫刃
息子：白面のサイ
能力：能力無効化（アビリティキャンセラー）・気力吸収（エナジードレイン）
特技：逸鬼刀閃、燐涅天衝
白面金剛九尾イヅナ（はくめんこんごうきゅうびイヅナ）
第3弾 七天EX09/P03 ホログラムカード
POWER:30/Potential:S
道具：魔縁絶刀・華陽巫刃/息子：白面五行童子サイ
かつて魂獣大会最強の魔女と呼ばれた妖狐。長い隠居生活で魔力を回復し、遂に全盛期の力を取り戻す。

三眼剣匠タタラ（さんがんけんしょうタタラ）
第1弾 七天003 シルバーカード
白澤のメルト（はくたくのメルト）
第1弾 七天011 シルバーカード
紅蓮弓聖ロック（ぐれんきゅうせいロック）
第1弾 七天014 シルバーカード/チャンスカード
翠緑深王ミツキ（すいりょくしんおうミツキ）
第1弾 七天015 シルバーカード/チャンスカード
超獣王女ギギ（ちょうじゅうおうじょギギ）
第1弾 七天026 シルバーカード/チャンスカード
黄玉輝星アガート（こうぎょくきせいアガート）
第1弾 七天027 ホログラムカード

### 煌天騎士ルーグ：仲間・ライバル
煌天騎士ルーグ（こうてんきしルーグ）
第1弾 七天006 ホログラムカード
POWER:16/Potential:SS
名前：ルーグ・イルダーナ<男>/属性：麒麟<光、土>/神具：煌神槍ブリューナク/副官：銀麗騎士デヒテラ
能力：発光能力、重力操作、原子崩壊/特技：ドルドナ・ストライク
騎士王と呼ばれる黄金騎士。ゼノンの血族にあたり、七天大武会の優勝候補筆頭。
煌天騎神ルーグ（こうてんきしんルーグ）
第1弾 七天EX02 ホログラムカード/覚醒カード
名前：ルーグ・イルダーナ<男>/属性：麒麟<光、土>/神具：煌神槍ブリューナク/対決：白面氷炎童子サイ
能力：発光能力、重力操作、原子崩壊/特技：ドルドナ・ストライク
完全魂鎧装(ソウルアップ)で盾と兜を装備完了。
煌天騎神ルーグ（こうてんきしんルーグ）
第2弾 七天048 ホログラムカード
名前：ルーグ・イルダーナ<男>/属性：麒麟<光、土>/神具：煌神槍ブリューナク/対戦：白澤導士メルト
能力：発光能力、重力操作、原子崩壊/特技：ドルドナ・ストライク
完全武装形態に魂鎧装。真の力を解放し、他を寄せ付けない圧倒的実力を発揮する。
煌天王神ルーグ（こうてんおうじんルーグ）
第3弾 七天091 ホログラムカード
名前：ルーグ・イルダーナ<男>/属性：麒麟<光、土>/神具：煌神槍ブリューナク/副官：銀麗神姫デヒテラ
能力：発光能力、重力操作、原子崩壊/特技：ドルドナ・ストライク
高機動型の鎧に魂鎧装。鉄壁の防御力を犠牲にし、スピードと攻撃力を限界まで高めた。
煌天騎光王神ルーグ（こうてんきこうおうじんルーグ）
第4弾 七天109 ホログラムカード
名前：ルーグ・イルダーナ<男>/属性：麒麟<光、土>/神具：煌神槍ブリューナク/合体：銀麗神姫デヒテラ
能力：発光能力、重力操作、原子崩壊/特技：ウルティメイト・ブラスター
デヒテラと合体することで進化したルーグの究極形態。天覇槍・蜻蛉切を手に、巨悪イエヤスに挑む。
黄金騎士ルーグ（おうごんきしルーグ）
第4弾 七天126 ホログラムカード
名前：ルーグ・イルダーナ<男>/属性：麒麟<光、土>/宝物：デヒテラの御守り/大戦：白面金剛九尾サイ
能力：発光能力、重力操作、原子崩壊/特技：ドルドナ・ストライク
七天大武会決勝へと進出。神具を捨て、己の肉体のみで好敵手サイに挑戦する。
大武会終了後、デヒテラと結婚してクー・フーリンという名の子供を授かった。

銀麗騎士デヒテラ（ぎんれいきしデヒテラ）
第1弾 七天007 シルバーカード
POWER:14/Potential:A
名前：デヒテラ・ディルティーレ<女>/属性：麒麟<光、土>/神具：銀麗槍アリアンフロッド/上官：煌天騎士ルーグ
能力：発光能力、磁力操作、精神汚染/特技：ルナティック・ドライブ
姫騎士と呼ばれる白銀騎士。ルーグに心酔しており、彼の補佐を目的に七天大武会に参加。
銀麗神姫デヒテラ(ぎんれいしんきデヒテラ)
第2弾 七天041 ホログラムカード
POWER:17/Potential:A
名前：デヒテラ・ディルティーレ<女>/属性：麒麟<光、土>/神具：銀麗槍アリアンフロッド/対戦：黒刀斬姫ムジナ
能力：発光能力、磁力操作、精神汚染/特技：ルナティック・ドライブ
戦闘形態に魂鎧装。背中と両足の車輪を操り、変幻自在の攻撃と鉄壁の防御で敵を圧倒する。
デヒテラは可愛い物に目がなく、最近はギロちんグッズを大量に集めて悦に入っている。

轟雷騎竜ボルト（ごうらいきりゅうボルト）
第1弾 七天012 シルバーカード/チャンスカード
砂漠王リーボック（さばくおうリーボック）
第1弾 七天020 シルバーカード/チャンスカード
零凍機アレイザー（れいとうきアレイザー）
第1弾 七天024 シルバーカード/チャンスカード

### 黒刀のムジナ：仲間・ライバル
黒刀のムジナ（こくとうのムジナ）
第1弾 七天008 ホログラムカード
POWER:13/Potential:SS
道具：黒刀・羅刹丸/従者：狸将軍タケチヨ
黒刀斬姫ムジナ（こくとうざんきムジナ）
第1弾 七天EX03 ホログラムカード/覚醒カード
POWER:16/Potential:SS
道具：黒刀・羅刹丸/対決：瞬刃剣舞ユーナ
黒刀斬姫ムジナ（こくとうざんきムジナ）
第2弾 七天040 ホログラムカード
POWER:18/Potential:SS
道具：黒刀・羅刹丸/対戦：銀麗神姫デヒテラ
松姫無慈那（まつひめむじな）
第2弾 七天EX05 ホログラムカード/覚醒カード
POWER:10/Potential:SS
道具：思い出の風車簪/邂逅：白面のサイ
天照水滸ムジナ（てんしょうすいこムジナ）
第3弾 七天083 ホログラムカード
POWER:20/Potential:SS
神具：太陽剣、水滸剣/対決：白面金剛童子サイ
閃影瞬神ムジナ（せんえいしゅんじんムジナ）
第4弾 七天099 ホログラムカード
POWER:25/Potential:SS
神具：太陽剣、水滸剣、甲鎌刀/契約：瞬刃剣舞ユーナ
黒耀聖天ムジナ（こくようせいてんムジナ）
第4弾 七天EX16 ホログラムカード/覚醒カード
POWER:25/Potential:SS
神具：太陽剣、水滸剣、甲鎌刀/恋人：魂獣大帝サイ

狸将軍タケチヨ（たぬきしょうぐんタケチヨ）
第1弾 七天009
瞬刃剣舞ユーナ（しゅんじんけんぶユーナ）
第1弾 七天013 シルバーカード/チャンスカード

### 七天大武会：関係者
魂獣大帝ゼノン（スピリッツカイザーゼノン）
第1弾 七天PR ホログラムカード/PRカード
POWER:?/Potential:?
名前：ゼノン・クリュメノス<男>/属性：麒麟<光、土、火>/神具：光明王錫ミトラス/統治：魂獣界
能力：重力操作、核熱爆発、火炎操作/特技：プロミネンス・ブラスター
かつて弱肉強食の世界である「魂獣界」を己の力一つで統一し、初代「魂獣大帝」となった。永き時を経て、力の衰えを感じたゼノンは、「魂獣大帝」の地位から引退。次期「魂獣大帝」を決めるトーナメント「七天大武会」を開催し、若き「魂獣」達に「魂獣界」を託す決意をした。
魂獣大帝ゼノン（スピリッツカイザーゼノン）
第3弾 七天088 ホログラムカード
POWER:30/Potential:SS
神具：光明王錫ミトラス/敵対：聖畏大将軍イエヤス

大審判王ザイン（ロードジャッジマンザイン）
第1弾 七天004 ホログラムカード
POWER:20/Potential:S
名前：ザイン・ラダマンテュス<男>/属性：麒麟<光、土、水>/神具：審判仮面ヴァルナ/主君：魂獣大帝ゼノン
能力：引力操作、斥力操作、液体操作/特技：ジャッジメント・デイ
魂獣大帝ゼノンの側近にして、「七天大武会」の運営を取り仕切る最高責任者であり、自ら審判長として活躍する。
天空審判ザイン（てんくうしんぱんザイン）
第3弾 七天089 ホログラムカード
POWER:28/Potential:S
神具：審判仮面ヴァルナ/対決：幻朧鬼忍魔陀羅ハンゾウ
天空司法神ザイン（てんくうしほうしんザイン）
第4弾 七天124 ホログラムカード
POWER:30/Potential:S

ギロちん
第1弾 七天005
POWER:?/Potential:?
名前：ギロロ・ギロス<男>/種族：不明/宝物：幸運の王冠/応援：七天大武会
能力：運気招来/特技：ダンシング・ギロちん
七天大武会のマスコットキャラクター。その愛くるしい姿に虜となる「魂獣」は多いらしいとのこと。鳴き声は「ホエホエ～」。
震龍鬼ライヤ（しんりゅうきライヤ）
第2弾 七天032　シルバーカード
POWER:18/Potential:S
虎寅姫ネネコ（ことらひめネネコ）
第2弾 七天033　シルバーカード
POWER:12/Potential:A
響天声ヒビキ（きょうてんせいヒビキ）
第2弾 七天034　
POWER:8/Potential:B
浄天眼ハリマ（じょうてんがんハリマ）
第2弾 七天035　
POWER:8/Potential:B
幻影警備員オンゴ（げんえいけいびいんオンゴ）
第2弾 七天052
POWER:6/Potential:C
鉄壁警備員オンゴ（てっぺきけいびいんオンゴ）
第2弾 七天053
POWER:5/Potential:C
敏速警備員オンゴ（びんそくけいびいんオンゴ）
第2弾 七天054
POWER:5/Potential:C
巨漢警備員オンゴ（きょかんけいびいんオンゴ）
第2弾 七天055
POWER:5/Potential:C

### 七天大武会：その他参加者
灰熊竜グリズラー（はいぐまりゅうグリズラー）
第1弾 七天016
電装機クラーゲン（でんそうきクラーゲン）
第1弾 七天017
疾風武人ナルニード（しっぷうぶじんナルニード）
第1弾 七天018
迅雷忍者コウライ（じんらいにんじゃコウライ）
第1弾 七天019
刃夢星ハムラット（ハムスターハムラット）
第1弾 七天021
熱風鳥人ヒューガ（ねっぷうちょうじんヒューガ）
第1弾 七天022
占星鬼女イベリィ（せんせいきじょイベリィ）
第1弾 七天023
蠍元帥スコピノス （さそりげんすいスコピノス）
第1弾 七天025

### 七天大武会：観戦者
わんぱくグリリン
第1弾 七天028
熱狂暴徒ガバル
第1弾 七天029
ひやかしノイジー
第1弾 七天030
売り子のウリコン
第1弾 七天031